# Дания на «Детском Евровидении — 2004»
Дания участвовала в «Детском Евровидении — 2004», проходившем в Лиллехаммере, Норвегия, 20 ноября 2004 года. На конкурсе страну представила группа Cool Kids с песней «Pigen er min», выступившая четырнадцатой. Они заняли пятое место, набрав 116 баллов.

## Национальный отбор
Национальный отбор прошёл 25 сентября 2004 года в два этапа: финал и суперфинал. В финале приняло участие 10 песен, и 5 из них прошли в суперфинал, где был определён победитель. Ведущими шоу были Кристин Милтон и Мадс Линдеманн. Победитель был определён региональным голосованием и СМС-голосованием.
| Финал — 25 сентября 2004 | Финал — 25 сентября 2004 | Финал — 25 сентября 2004    |
| №                        | Артист                   | Песня                       |
| ------------------------ | ------------------------ | --------------------------- |
| 01                       | Симон                    | «Hvorfor gik du din vej?»   |
| 02                       | Green Kidz               | «På en grøn grøn sommerdag» |
| 03                       | G=Beat                   | «Buster Buster»             |
| 04                       | Frigg                    | «Jeg ka' li' det»           |
| 05                       | Cool Kids                | «Pigen er min»              |
| 06                       | Лин Рёмер                | «Stop Stop»                 |
| 07                       | Амалия и Фредерикке      | «Tænker på et kram»         |
| 08                       | Cozy                     | «Helt special»              |
| 09                       | Нико и Джули             | «Første blik»               |
| 10                       | C-Kat                    | «Helt Utroligt»             |

| Суперфинал — 25 сентября 2004 | Суперфинал — 25 сентября 2004 | Суперфинал — 25 сентября 2004 | Суперфинал — 25 сентября 2004 | Суперфинал — 25 сентября 2004 |
| №                             | Артист                        | Песня                         | Место                         | Баллы                         |
| ----------------------------- | ----------------------------- | ----------------------------- | ----------------------------- | ----------------------------- |
| 01                            | G=Beat                        | «Buster Buster»               | 4                             | 32                            |
| 02                            | Cool Kids                     | «Pigen er min»                | 1                             | 58                            |
| 03                            | Лин Рёмер                     | «Stop Stop»                   | 5                             | 22                            |
| 04                            | Амалия и Фредерикке           | «Tænker på et kram»           | 3                             | 36                            |
| 05                            | Cozy                          | «Helt special»                | 2                             | 52                            |

## На «Детском Евровидении»
Финал конкурса транслировал телеканал DR1, комментатором которого был Николай Мольбек, а голоса от Дании объявляла Энн Гадегаард. Cool Kids выступили под четырнадцатым номером после Великобритании и перед Испанией, и заняли пятое место, набрав 116 баллов.

## Голосование[4]
| Баллы     | Страна                            |
| --------- | --------------------------------- |
| 12 баллов | Норвегия                          |
| 10 баллов | Великобритания Швеция             |
| 8 баллов  | Польша Румыния Северная Македония |
| 7 баллов  | Греция Испания Кипр Нидерланды    |
| 6 баллов  | Хорватия                          |
| 5 баллов  | Белоруссия Мальта Франция         |
| 4 балла   | Бельгия Латвия                    |
| 3 балла   | Швейцария                         |
| 2 балла   |                                   |
| 1 балл    |                                   |

| Баллы     | Страна             |
| --------- | ------------------ |
| 12 баллов | Испания            |
| 10 баллов | Великобритания     |
| 8 баллов  | Хорватия           |
| 7 баллов  | Норвегия           |
| 6 баллов  | Франция            |
| 5 баллов  | Северная Македония |
| 4 балла   | Мальта             |
| 3 балла   | Швеция             |
| 2 балла   | Румыния            |
| 1 балл    | Кипр               |